# الخيس (المجمعة)
الخيس، هي قرية من فئة (ب) تقع في محافظة المجمعة، والتابعة لمنطقة الرياض في السعودية. وتبعد الخيس عن محافظة المجمعة بمسافة تقارب (30) كم.